# Guldmosslav
Guldmosslav (Brigantiaea fuscolutea) är en lavart som först beskrevs av James (Jacobus) J. Dickson, och fick sitt nu gällande namn av R.Sant. in Poelt och Vezda. Guldmosslav ingår i släktet Brigantiaea, och familjen Brigantiaeaceae. Arten är reproducerande i Sverige.